# Sabana de Mendoza (paroisse civile)
Pour les articles homonymes, voir Sabana.
Sabana de Mendoza est l'une des quatre paroisses civiles de la municipalité de Sucre dans l'État de Trujillo au Venezuela. Sa capitale est Sabana de Mendoza, chef-lieu de la municipalité.